# کلیمکووکا (شهرستان گورلیتسه)
کلیمکووکا (به لهستانی:  Klimkówka) یک روستا در لهستان است که در گمینا روپا واقع شده‌است.